# Titani(III) oxide
Titan(III) Oxide (công thức hóa học: Ti2O3) là một hợp chất vô cơ của titan và oxy. Nó được điều chế bằng cách cho titan(IV) Oxide tác dụng với titan ở 1600 ℃. Ti2O3 có cấu trúc Al2O3, corundum. Nó có thể phản ứng với axit. Khoảng 200 ℃ có sự chuyển đổi từ bán dẫn sang dẫn kim loại. Titan(III) Oxide xuất hiện trong tự nhiên với tên gọi tistarit – khoáng sản cực kỳ hiếm.